# Octave Daube
Octave Daube, né le 12 juin 1999 à Berchem-Sainte-Agathe, est un homme politique belge. Il est élu député bruxellois le 9 juin 2024.

## Biographie
Octave Daube nait à Bruxelles le 12 juin 1999. Il étudie la statistique à l'ULB. Il s'inscrit à Comac. Il se présente sur la liste du PTB aux élections régionales belges de 2019. En octobre de la même année, il lance la chaine YouTube "Les Bonnes Questions" où il parle de politique belge sous un angle marxiste avec un humour décalé. En 2022, il devient vice-président de Comac. Il est élu député au parlement de la région de Bruxelles-Capitale lors des élections régionales belges de 2024 avec sa camarade de Comac Manon Vidal.